# Cortiniopsis
Cortiniopsis  is een monotypisch geslacht van paddenstoelen in de familie Psathyrellaceae. Het bevat alleen Cortiniopsis lacrimabunda.